# Núria Güell
Núria Güell (Vidreras, Gerona, 1981) es una artista visual española reconocida por sus proyectos artísticos de carácter político y social.

## Biografía
Nuria Güell se licenció en Bellas Artes en 2003 por la Universidad de Barcelona. Posteriormente realizó el último año de licenciatura de Artes Plásticas en el Instituto Superior de Arte, La Habana, Cuba. En 2008-2009, formó parte de la Cátedra de Arte Conducta dirigida por Tania Bruguera en el mismo Instituto Superior de Arte La Habana, Cuba. En 2012 participó el programa de estudios independientes de SOMA, Distrito Federal, México.

## Obra
La obra de Núria Güell se vincula al ámbito social, político y económico expandiendo los límites convencionales de la Galería de Arte y el Museo para acercarse al espacio de la vida diaria. Su obra cuestiona los límites de la ética y la legalidad, analizando el funcionamiento de las instituciones, así como los sistemas y dispositivos de control que condicionan lo cotidiano, principalmente alterando su funcionamiento.
Su metodología artística se basa en subvertir el papel de las instituciones, utilizando los privilegios del mundo del arte, así como de su condición como artista española y europea, para producir una serie de tácticas que alteran las relaciones de poder.

### Selección de obras
- Con Aplicación Legal desplazada#1: Reserva Fraccionaria (2010-2011),[2] la artista cuestionaba el acceso a los sistemas bancarios como la reserva fraccionaria que permite la creación de capital por parte de las instituciones bancarias. Por ello produjo un manual y una serie de eventos educativos y de formación ciudadana que proporcionaron estrategias para utilizar este sistema y expropiar a las entidades bancarias.
- En Intervención#1 (2012) Güell cuestionaba la aplicación de la normativa y la ética en los procesos de desahucios en España durante la crisis económica. Para ello formó una cooperativa con la que contrató un albañil, que había sido desahuciado, para que quitara literalmente las puertas que limitaban el acceso a un grupo viviendas vacías que habían sido adquiridas en subasta por la Caja de Ahorro del Mediterráneo, después de desahuciar a sus habitantes. Gracias a esta acción las viviendas quedaron accesibles para su uso y ocupación sin riesgo de ser acusados de allanamiento de morada.
- Too much melanin (2013) fue un proyecto desarrollado para la Bienal de Gotemburgo (Suecia), donde contrató una solicitante de asilo político procedente de Kosovo, cuya petición ya había sido rechazada en dos ocasiones, para jugar al escondite con el público de la Bienal. La única condición era que la contratada siempre tenía que esconderse y el público buscarla. Este contrato con la Bienal le permitió tramitar su permiso para residir de forma legal en Suecia y dejar de esconderse. Antes de emigrar de Kosovo debido a la guerra, ella había trabajado como agente de policía especializada en la desaparición y tráfico de mujeres.
- En La Feria de las Flores (2015-2016) la artista organizó una serie de visitas guiadas a través de las obras de Fernando Botero que forman parte de la colección permanente del Museo de Antioquia en Medellín (Colombia). Las visitas fueron guiadas por menores de edad que habían sido explotadas por el incipiente negocio del turismo sexual en Medellín. Las menores explicaban las imágenes de Botero ofreciendo una lectura basada en su propia experiencia personal dando visibilidad a una problemática que aún permanece silenciada por la sociedad colombiana.[3]

## Exposiciones
Su trabajo ha sido ampliamente expuesto en museos y galerías de todo el mundo, participando en Bienales como la de Goteborg, Atenas y Beirut. 

### Exposiciones individuales
- 2019 Visiones Contemporáneas 21. DA2 Domus Artium 2002. Salamanca.[4]
- 2018 Patria y patriarcado. MUSAC.[5]

- 2016 Motherland, Fatherland. Middlesbrough Institute of Modern Art, Reino Unido.
- 2016 Buenas Intenciones. ADN Galería. Barcelona, España[6][7]
- 2016 Troika Fiscal Disobedience Consultancy. Project Arts Centre. Dublín, Irlanda[8][9]
- 2015 Mesures de Desajust. Arts Santa Mònica. Barcelona, España
- 2013 You and whose army. Galerija Miroslav Kraljvić (g-mk), Zagreb. Croacia.
- 2013 Núria Güell. Refuncionalizando la deuda y el cincel. EspacioMeBAS, Museo de Arte Contemporáneo de Santander y Cantabria, España.
- 2013 Cualquier semejanza... Salle Zero. La Habana, Cuba.
- 2013 Alegaciones Desplazadas. ADN galería, Barcelona, España.[10][11][12]
- 2012 Aplicación Moral Desplazada #1: Crecimiento Exponencial. Sant Andreu Contemporani, Barcelona, España. Aplicación Legal Desplazada #3: FIES 9THE13, Vigo, España.
- 2012 Aplicación Legal Desplazada #1: Reserva Fraccionaria. Sala X, Pontevedra, España.
- 2012 Aplicación Legal Desplazada #3: F.I.E.S. Oflimits, Madrid, España.
- 2011La lección excéntrica. Sala Moncunill, Tarrasa, España.
- 2007 CaravanaNatura. Sales Municipals de La Rambla, Gerona, España.

### Selección de exposiciones colectivas
| * 2018 “La NO comunidad”. CentroCentro, Madrid - 2017 Vocales. CAC Brétigny. París, Francia - 2016 Don't You Think It's Time For Love? Moscow Museum of Modern Art, Rusia - 2016 Salvage. Waterside Contemporary. Londres, Reino Unido - 2016 EXPOSURE 8. Beirut Art Center. Beirut, Líbano - 2016 Krísis. Bonington Gallery, Nottingham, Reino Unido - 2016 Recreaciones A1/2016. Tras Aníbal López. Despacio, San José, Costa Rica - 2016 Facts don´t speak for themselves. Skånes Konstförening Gallery, Malmö, Sweden - 2016 Biennale de Paris. Beirut, Líbano - 2016 EURO\|PHONIA pop-up exhibition. Londres, Reino Unido - 2016 ¿Quién es ese hombre? TEA. Santa Cruz de Tenerife, España - 2016 Universal Hospitality. Festwochen. Viena, Austria - 2016 Arte y Participación Ciudadana. Las Palmas de Gran Canaria, España - 2016 Y rembe'y. Los labios de agua. CCE Juan de Salazar. Asunción, Paraguay - 2016 Radio Bib-Rambla. Centro José Guerrero. Granada, España - 2016 A Certain Urge (Towards Turmoil). EFA Project Space. Nueva York, EE. UU. - 2016 The Soul Of Money. DOX Centre for Contemporary Art. Praga, República Checa - 2016 Bread And Roses. Museum of Modern Art. Varsovia, Polonia - 2015 GENTRIFICACIÓN. Pop Pop. San José, Costa Rica - 2015 MDE15. HISTORIAS LOCALES/PRÁCTICAS GLOBALES. Museo de Antioquia. Medellín, Colombia - 2015 Is This the Time for Art? The Museum of Forgetting. NorrKöping, Suecia - 2015 The School of Kyiv - Kiev Biennial 2015. Kiev, Ukraine - 2015 El Lissitzky: The Artist and the State. IMMA. Dublín, Irlanda - 2015 TRANSLOCATIONS. Project Observatory. Arts Santa Mònica. Barcelona, Spain - 2015 In Search for a Radical Incomplete, A Perfect Animal Within. Stacion. Pristina, Kosovo - 2015 Uncanny Bodies. Imagetanz 2015. Brut. Viena, Austria - 2015 Prophetia. Fundació Joan Miró. Barcelona, España - 2015 Las variaciones Sebald. CCCB. Barcelona, España - 2015 Límites Nómadas. Bienal de las Fronteras. Tamaulipas, México - 2014 WE ArE HERE BeCAUSE YOU were/ARE (t)HERE. Studio Das Weisse Haus. Viena, Austria - 2014 Mi (lehet) a performansz? Trafó House of Contemporary. Budapest, Hungría - 2014 Un saber realmente útil. Museo Nacional Centro de Arte Reina Sofía´. Madrid, Spain - 2014 FRESTAS. Trienal de arte. Sorocaba. Sao Paulo, Brasil - 2014 Slow Future. CCA Zamek Ujazdowski. Varsovia, Polonia - 2014 Cartography of transitions/Kartografije tranzicij. MoTA. Liubliana, Eslovenia - 2014 Monte Estepar. Espacio Tangente. Burgos, Spain - 2014 Be Virus, my friend. La casa encendida. Madrid, Spain - 2014 La realitat invocable. MACBA. Barcelona, España - 2014 Extralocals. Acvic. Vic, España - 2014 Activaciones. Neue Galerie. Innsbruck, Austria - 2014 HIC ET NUNC. Sobre paradoxes democràtiques. Bòlit StNicolau. Gerona, España - 2014 Felt and fa(c)t. Ormston House Gallery. Limerick, Ireland - 2013 The Museum of Arte Útil. Van Abbemuseum. Eindhoven, Netherlands - 2013 La Otra Bienal. Bogotá, Colombia - 2013 As tácticas do adversario. Normal, Universidad de La Coruña. La Coruña, España - 2013 Dessident Desire. District Kunst und Kulturförderung. Berlín, Alemanía - 2013 AGORA. 4th Athens Biennial. Atenas, Grecia - 2013 Liquid Assets. In the Aftermath of the Transformation of Capital. Steirischer Herbst 2013. Graz, Austria | * 2013 Cuban Virtualities: New Media Art from the Island. Tufts University Art Gallery. Boston, EE. UU. - 2005 Ho fem per a tu, disculpa les molèsties. La Llotja-Sant Andreu. Barcelona, España |

## Premios
- 2021 Premio Ojo Crítico de Artes Visuales 2021.[13]
- 2018 Premi Ciutat de Palma Antoni Gelabert d’Arts Visuals 2018.[14]
- 2016 Primer premio, 14.ª edición de la bienal de arte contemporáneo Mostra de Arte Gas Natural Fenosa.[15]
- 2014 Premio GAC-DKV: exposición "Alegaciones desplazadas" en adn galería.[16]
- 2014 Premio Reconocimientos de Arte Contemporáneo (RAC) Mejor exposición privada de artista español en galería española: "Alegaciones desplazadas"[17]
- 2013 Premi Ciutat de Palma “Antoni Gelabert” d’Arts Visuals. Mallorca, Spain T.R.I.B.E. MoTA – Museum of Transitory Art, Liubliana, Eslovenia

- 2013 Premio Internacional de Arte Contemporáneo Diputación de Castellón, Espai d’Art Contemporani de Castelló (EACC)
- 2013 Artists Residency Programme. IMMA. Dublín, Irlanda
- 2013 Iaspis Residence. Gothenburg, Sweden
- 2012 Premi Ciutat de Palma “Antoni Gelabert” d’Arts Visuals. Mallorca, Spain (Mención de honor|Honorable Mention)
- 2011 Premi Ciutat de Palma “Antoni Gelabert” d’Arts Visuals. Mallorca, Spain Curators’ Network. Matadero, Madrid, Spain
- Residencia en Off Limits. Madrid, Spain
- Premios de Creación Injuve. Madrid, Spain
- Premio Miquel Casablanques. Sant Andreu Contemporani, Barcelona. (ganadora proyecto)
- 2009 V Biennal de Valls 2009. Museu de Valls, Valls (Premio)
- 2009 Batiscafo Residency. Triangle Arts Trust, La Habana, Cuba
- 2008 V Biennal d’Art de Gerona. Ayuntamiento de Gerona, Gerona (primer premio)
- 2006 V Bienal d’Art Contemporani de Vic. H-Associació per les Arts Contemporànies, Vic, Spain (primer price)
- 2006 Premios de Creación Artística de la Universidad de Zaragoza. Universidad de Zaragoza, Zaragoza (segundo prremio)